# Allez les escargots
Allez les escargots (Tempo, kleine Schnecke!), est un jeu de société créé par Alex Randolph en 1985 et édité par Ravensburger.
Pour 2 à 6 joueurs, de 3 à 7 ans pour environ 15 minutes.

## Principe
Le jeu se compose d'un plateau représentant une piste de course, de 6 escargots en bois de 6 couleurs différentes ainsi que de 2 dés dont chaque face correspond à la couleur d'un escargot.
Le but du jeu est de faire franchir la ligne d'arrivée à l'un des escargots.
Chaque joueur lance à tour de rôle les 2 dés et fait avancer d'une case les escargots dont la couleur est sortie. Si la couleur est la même sur les deux dés, l'escargot correspondant avance de deux cases.
Le joueur qui fait franchir la ligne d'arrivée à l'un des escargots gagne la partie.
Une variante du jeu fait également gagner le joueur qui fait franchir la ligne d'arrivée au dernier escargot, ceci afin de prolonger l'intérêt de la course.